# テルラーノ
テルラーノ（イタリア語: Terlano ; ドイツ語: Terlan テルラーン）は、イタリア共和国トレンティーノ＝アルト・アディジェ州ボルツァーノ自治県にある、人口約4,500人の基礎自治体（コムーネ）。

## 地理

### 位置・広がり

#### 隣接コムーネ
隣接するコムーネは以下の通り。
- アンドリアーノ
- アッピアーノ・スッラ・ストラーダ・デル・ヴィーノ

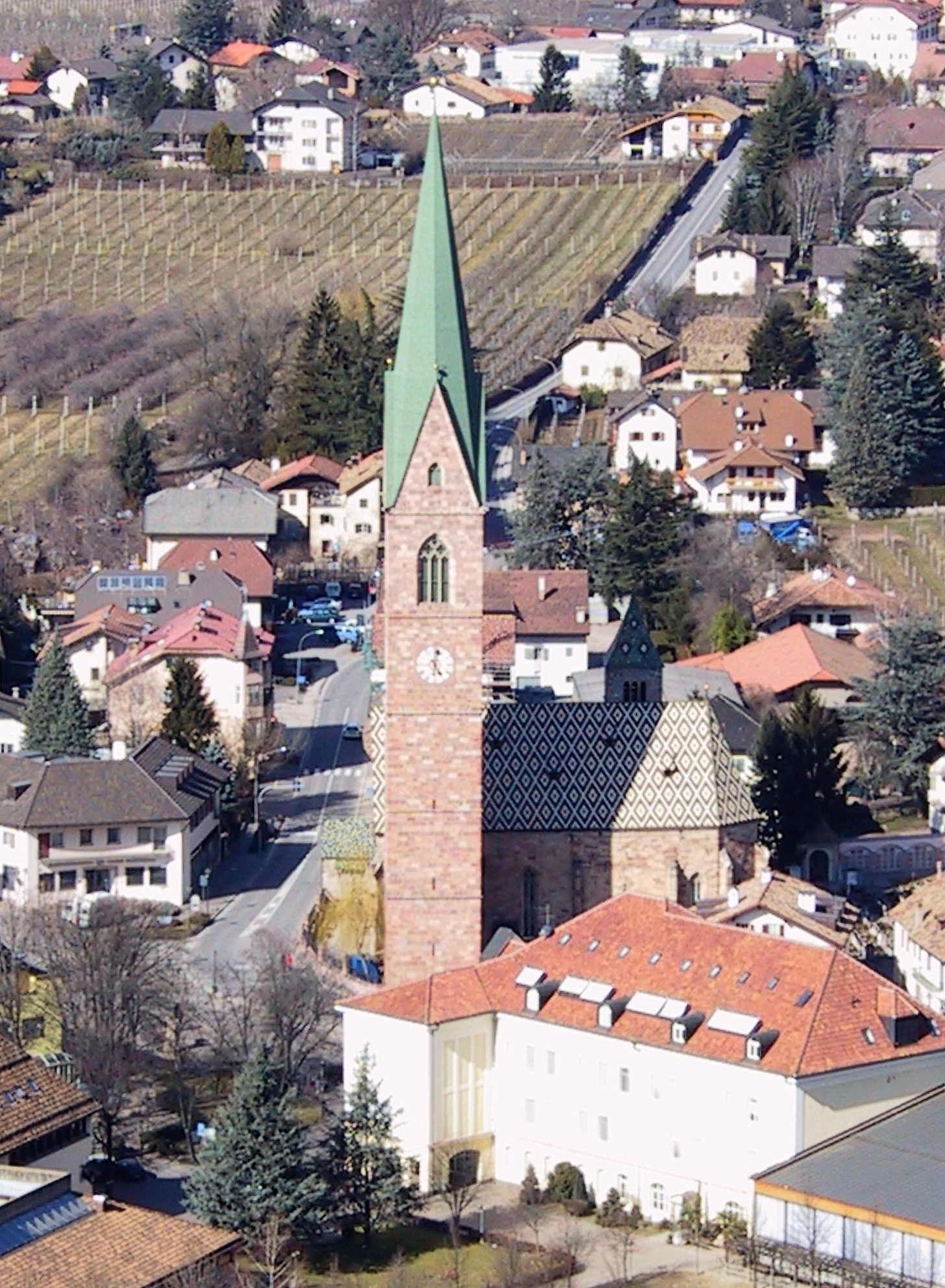
教会

- ボルツァーノ
- ガルガッツォーネ
- メルティナ
- ナッレス
- サン・ジェネージオ・アテジーノ

## 住民

### 言語
| 言語集団調査（2011年） | 言語集団調査（2011年） | 言語集団調査（2011年） | 言語集団調査（2011年） | 言語集団調査（2011年） |
| ---------------------- | ---------------------- | ---------------------- | ---------------------- | ---------------------- |
|                        |                        |                        |                        |                        |
| ドイツ語               | ドイツ語               |                        | 83.61%                 | 83.61%                 |
| イタリア語             | イタリア語             |                        | 16.07%                 | 16.07%                 |
| ラディン語             | ラディン語             |                        | 0.32%                  | 0.32%                  |

2011年に行われた、住民がドイツ語・イタリア語・ラディン語のいずれの「言語集団」に属するかの調査によれば（ボルツァーノ自治県#言語集団調査参照）、住民の約84%がドイツ語話者で、イタリア語話者も約16%いる。